# (32965) 1996 PX4
1996 PX4 (asteroide 32965) é um asteroide da cintura principal. Possui uma excentricidade de 0.05461390 e uma inclinação de 4.91007º.
Este asteroide foi descoberto no dia 15 de agosto de 1996 por NEAT em Haleakala.